# Unancha
La unancha (del quechua: unancha, lit. "señal", por extensión "bandera") es el nombre dado a varios emblemas y estandartes  utilizados como símbolos por los pueblos quechuas de Perú, Ecuador, Bolivia, Argentina y Chile.

## Historia

### Estandarte imperial Inca

Estandarte imperial incaico

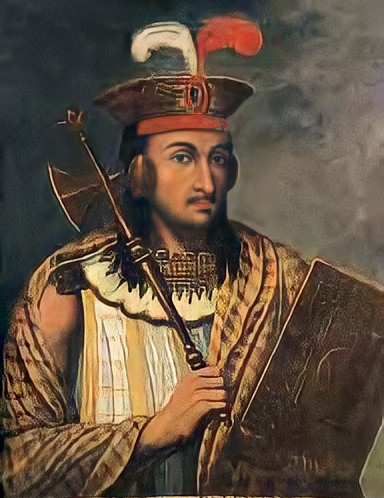
El estandarte fue divisado por en el periodo del gobierno del Inca Huayna Cápac

Las crónicas y referencias de los siglos XVI y XVII respaldan la idea de un estandarte imperial. Sin embargo, representaba al Inca y no al imperio incaico. Francisco de Jerez escribió en 1534 en su crónica Verdadera relación de la conquista del Peru y provincia de Cusco, llamada la Nueva Castilla:

... todos venían repartidos en sus escuadras con sus banderas y capitanes que los mandan, con tanto concierto como turcos.

El cronista Bernabé Cobo escribió:

... el guión o estandarte real era una banderilla cuadrada y pequeña, de diez o doce palmos de ruedo, hecha de lienzo de algodón o de lana, iba puesta en el remate de una asta larga, tendida y tiesa, sin que ondease al aire, y en ella pintaba cada rey sus armas y divisas, porque cada uno las escogía diferentes, aunque las generales de los Incas eran el arco celeste y dos culebras tendidas a lo largo paralelas con la borda que le servía de corona, a las cuales solía añadir por divisa y blasón cada rey las que le parecía, como un león, un águila y otras figuras.
Bernabé Cobo, Historia del Nuevo Mundo (1653)

El libro 1615 de Felipe Guamán Poma de Ayala, Primer nueva corónica y buen gobierno, muestra numerosos dibujos lineales de banderas incas. En su libro de 1847, Historia de la conquista del Perú, William H. Prescott dice que "en el ejército inca cada compañía tenía su estandarte particular y que el estandarte imperial, sobre todo, mostraba el reluciente figura del arcoíris, la insignia heráldica de los Incas". En la edición de 1917 de Flags of the World se dice que entre los incas "el heredero aparente... tenía derecho a exhibir el estandarte real del arco iris en sus campañas militares".

### Bandera carmesí de Túpac Amaru I y II

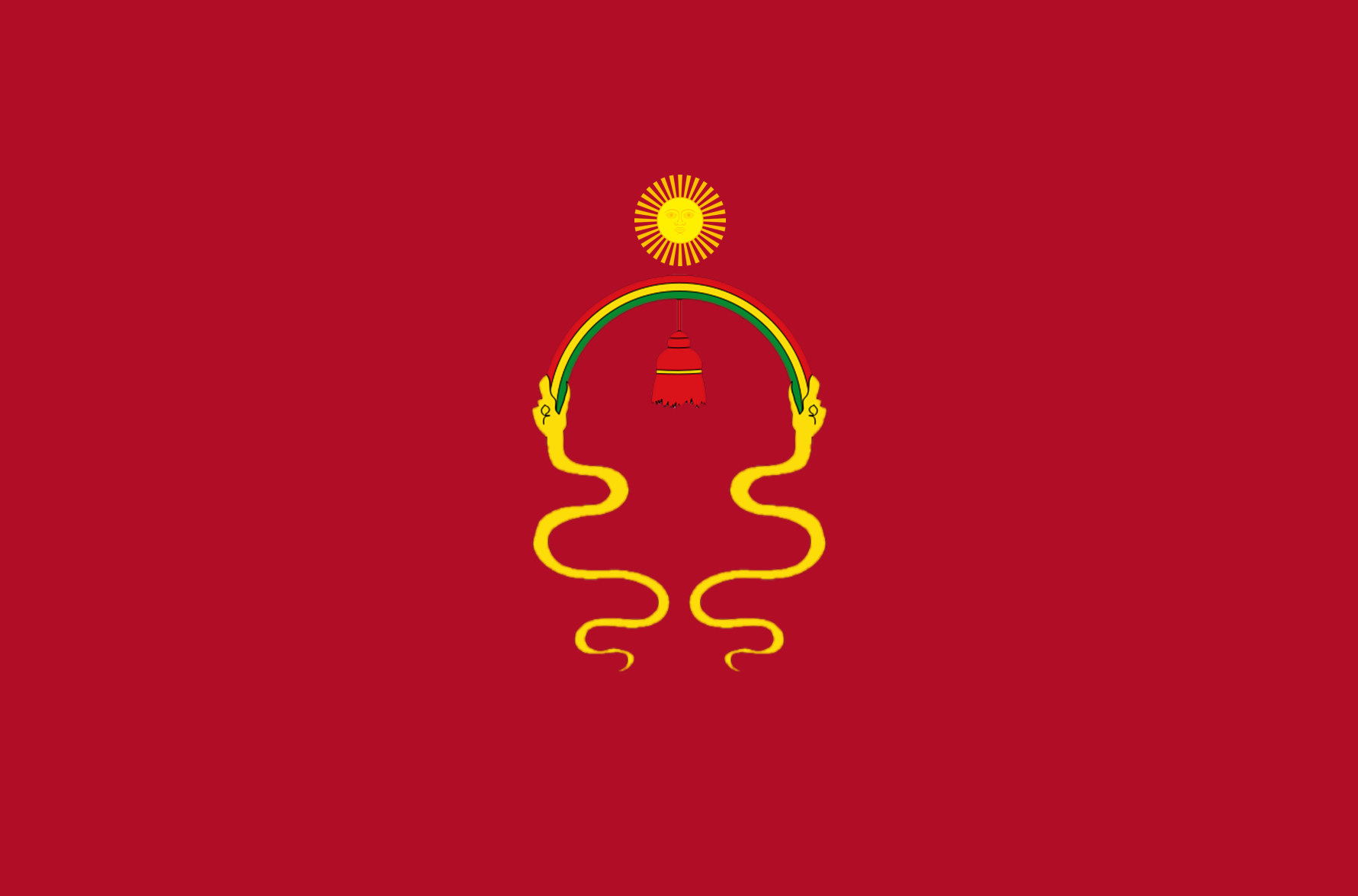
Bandera carmesí de Túpac Amaru I y II

Túpac Amaru I, el cuarto y último inca de Vilcabamba, utilizaba una unancha en la puerta de su vivienda.

Tupa Amaro tenía puestas dos banderas de tafetan carmesí en la puerta de la vivienda que ocupaba [..]
Huerto Vizcarra, Héctor

Durante la revolución de 1780 de Túpac Amaru II, también se utilizó la bandera carmesí, que incluía en su interior dos culebras de las cuales salía de sus bocas un arcoíris, heráldica similar a los estandartes incas prehispánicos.

### Bandera de Raúl Montesinos Espejo (Radio Tawantinsuyo)

Bandera de color arcoíris, diseñada por Raúl Montesinos Espejo en 1970.

En la actualidad la unancha es conocida por estar conformada por siete franjas horizontales de colores basados en el arcoíris; rojo, naranjado, amarillo, verde, celeste, azul y violeta.
En 1948, Raúl Montesinos Espejo, fundó una radiodifusora de Cusco con el nombre de Radio Rural, la cual se dedicaba a la transmisión de música folclórica y alcanzó gran difusión y audiencia; posteriormente en 1970 fue renombrada como Radio Tawantinsuyo.
En 1973, hacia el vigésimo quinto aniversario de la estación, Montesinos propuso el diseño de la bandera arcoíris presentándola como propia de los incas. La gerencia de la cervecera Cervesur auspició con 500 soles la confección de la  bandera, la cual que fue trasladada en una procesión desde la radio ubicada en la avenida El Sol, hasta la Plaza de Armas, donde finalmente fue izada. Montesinos nunca proporcionó estudios para probar la idoneidad de este modelo de bandera y fue aceptado de facto sin más pruebas.
Cinco años después, el 9 de junio de 1978, la Municipalidad Provincial del Cusco adoptó la bandera como oficial a propuesta del profesor Mario Cutimbo Hinojosa, a la sazón regidor e Inspector de Cultura del municipio, mediante Resolución Municipal N.º 17 de esa misma fecha.